# Marta Harnecker
Marta Harnecker (ur. 1937 w Santiago, zm. 15 czerwca 2019 w Vancouver) – chilijska dziennikarka, pisarka, psycholożka, socjolożka i intelektualistka marksistowska. Jej prace poświęcone były przede wszystkim analizie ruchu robotniczego i edukacji. Była doradczynią socjalistycznego rządu Kuby i współpracowała z klasowymi ruchami socjalnymi w Ameryce Łacińskiej. W latach 1970–1973 działała w rządzie Salvadora Allendego, w latach 2002–2006 zaś była doradczynią Hugona Cháveza.

## Życiorys
Pochodziła z rodziny austriackich imigrantów, w młodości była wojującą katoliczką. W 1960 roku odwiedziła Kubę, będąc pod wrażeniem efektów rewolucji komunistycznej. Po tym, jak znajomi z Akcji Katolickiej (ruchu religijnego, do którego wtedy należała) zabronili jej ujawniania swoich przeżyć na Kubie, zaczęła dystansować się od wojującego katolicyzmu. W 1962 roku otrzymała stypendium na studia we Francji pod kierunkiem Louisa Althussera, podczas których całkowicie zerwała jakiekolwiek związki z religią na rzecz socjalizmu naukowego.

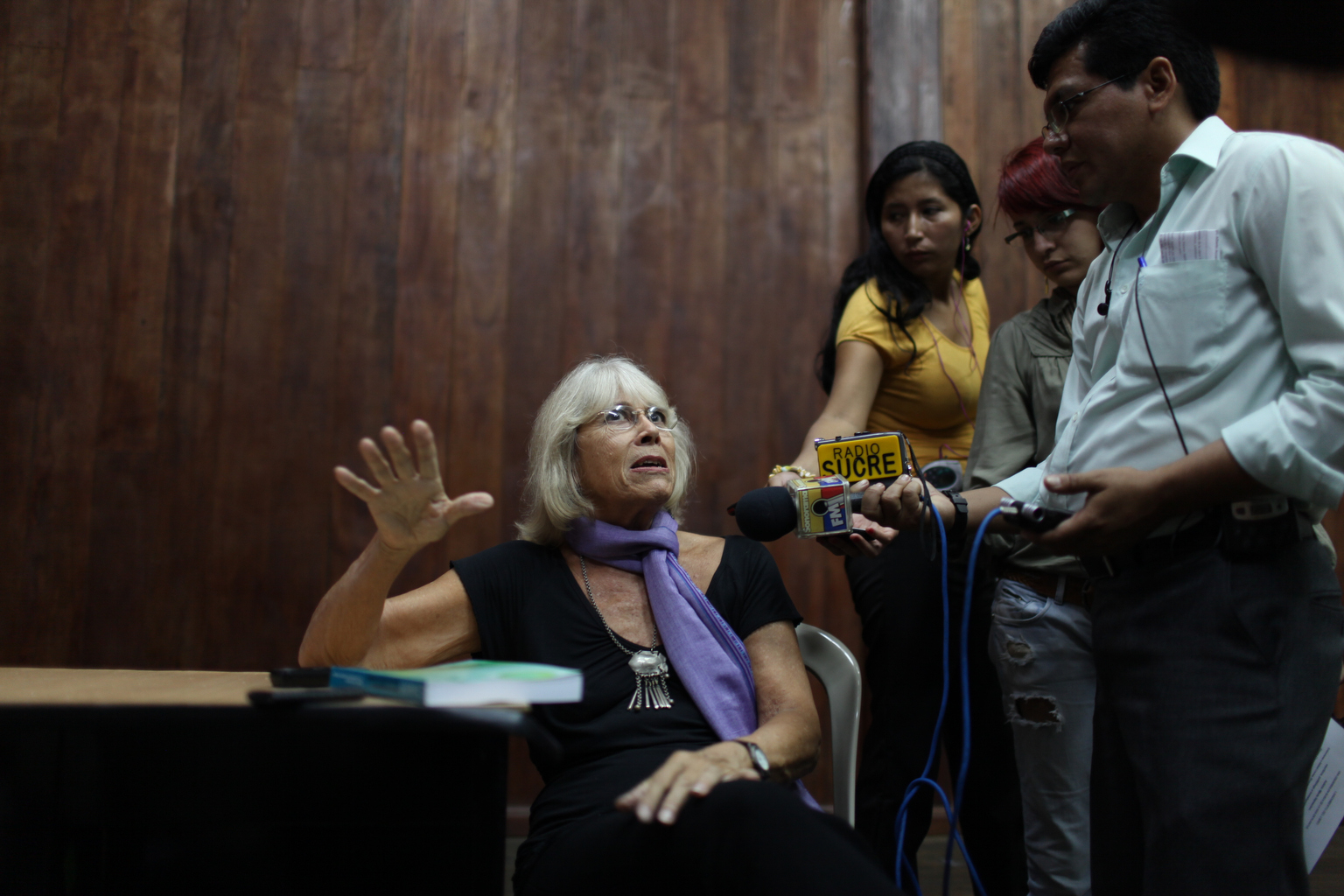
Marta Harnecker w 2011 roku

Po powrocie do Chile w 1968 roku zaczęła działać w tajnej partii Ranquil; działała również w ruchu studenckim na uniwersytecie. Wraz z powstaniem partii Unidad Popular wstąpiła do Socjalistycznej Partii Chile. Z powodu rozczarowania bardzo teoretycznym charakterem dyskusji w obrębie partii postanowiła skupić się na marksistowskiej edukacji robotników i chłopów. Była dyrektorką ośrodka badawczego Memoria Popular Latinoamericana w Hawanie i Centro Internacional Miranda w Caracas.
Jej książki Los conceptos elementales del materialismo histórico i Cuadernos de educación popular były wykorzystywane przez partie komunistyczne i organizacje robotnicze w krajach hiszpańskojęzycznych do szkolenia swoich bojowników w latach 70. XX wieku i później. Od 1996 roku współpracowała z witryną internetową Rebelión, gdzie dostępne są jej prace.

## Życie prywatne
W czasach studenckich była partnerką Rodriga Ambrosio, jednego z założycieli Movimiento de Acción Popular Unitaria. Wyszła za mąż za Manuela Piñeirę, szefa kubańskich organów bezpieczeństwa. Mieli razem córkę, Camilę Piñeiro. Jej drugim mężem był kanadyjski ekonomista marksistowski Michael Lebowitz. Harnecker dzieliła swój czas pomiędzy Kanadę i Hawanę, gdzie mieszkała jej córka, oraz Caracas, gdzie 15 sierpnia 2014 roku otrzymała wenezuelską nagrodę Premio Libertador al Pensamiento Crítico.